# Nirut Surasiang
Nirut Surasiang (Ratchaburi, 20 febbraio 1979) è un allenatore di calcio ed ex calciatore thailandese, di ruolo centrocampista, attualmente assistente al Changmai.

## Carriera

### Giocatore

#### Club
Ha cominciato a giocare in patria, al BEC Tero Sasana. Nel 2004 si è trasferito in Vietnam, al Bình Định. Nel 2008 è tornato in patria, al BEC Tero Sasana. Nel 2009 passa all'Hoàng Anh Gia Lai, squadra della massima serie vietnamita. Nel 2011 viene acquistato dal Navibank Sai Gon. Nel 2013 torna in patria, al Suphanburi. Nel 2014 passa all'Army United, con cui conclude la propria carriera alla fine del 2014.

#### Nazionale
Ha debuttato in Nazionale nel 2000. Ha partecipato, con la Nazionale, alla Coppa d'Asia 2004 e alla Coppa d'Asia 2007. Ha collezionato in totale, con la maglia della Nazionale, 66 presenze e 5 reti.

### Allenatore
Comincia la propria carriera di allenatore diventando assistente all'Army United, ultima squadra in cui ha militato da calciatore. Nel 2016, dopo una breve esperienza come allenatore del Bangkok Glass, diventa assistente nella Nazionale Under-19 thailandese. Nel 2017 firma un contratto come assistente al Chiangmai.